# Bellesguard
La Casa Figueras, más conocida como Torre Bellesguard, fue proyectada por el arquitecto modernista Antoni Gaudí y construida entre 1900 y 1909, aunque diversos trabajos secundarios fueron finalizados en 1916 por los ayudantes de Gaudí. Se encuentra a los pies de la sierra de Collserola, en Barcelona, en el barrio que fue la antigua localidad de San Gervasio de Cassolas, hoy parte integrante de la Ciudad Condal. 
En el terreno donde se construyó la casa hubo en época medieval un castillo erigido por Martín I el Humano, el último rey de Aragón perteneciente a la Casa de Barcelona. Fue este monarca el que bautizó el lugar como Bellesguard («bella vista»), por su magnífica panorámica del llano de Barcelona. De este antiguo castillo subsistían unos restos de muralla y dos torres semiderruidas que Gaudí integró en el proyecto de la casa. Con esta inspiración, el arquitecto diseñó un conjunto que recuerda a un castillo medieval, que destaca por su gran verticalidad y sus soluciones cercanas a la arquitectura gótica, aunque con un fuerte sello personal, como es característico en todas sus obras.
Gaudí contó con la colaboración de Domingo Sugrañes, quien hizo los bancos de azulejos de la puerta de entrada, el arrimadero alicatado de la escalera, la casa del portero y la caseta del pozo; y Juan Rubió, quien construyó el viaducto de desvío del camino que pasaba por la finca.
Esta obra pertenece al período neogótico de Gaudí (1888-1898), etapa en que el arquitecto se inspiró sobre todo en el arte gótico medieval, el cual asumió de forma libre y personal, con la pretensión de mejorar sus soluciones estructurales. El neogótico fue en aquella época uno de los estilos historicistas de mayor éxito, sobre todo a raíz de los estudios teóricos de Viollet-le-Duc. Gaudí estudió con profundidad el gótico catalán, balear y rosellonés, así como el leonés y el castellano en sus estancias en León y Burgos, y llegó al convencimiento de que era un estilo imperfecto, a medio resolver. En su lugar, en sus obras posteriores eliminó la necesidad de contrafuertes mediante el empleo de superficies regladas y suprimió cresterías y calados excesivos.
El edificio fue catalogado como Bien de Interés Cultural el 24 de julio de 1969, con el código RI-51-0003817.

## Historia

### El arquitecto

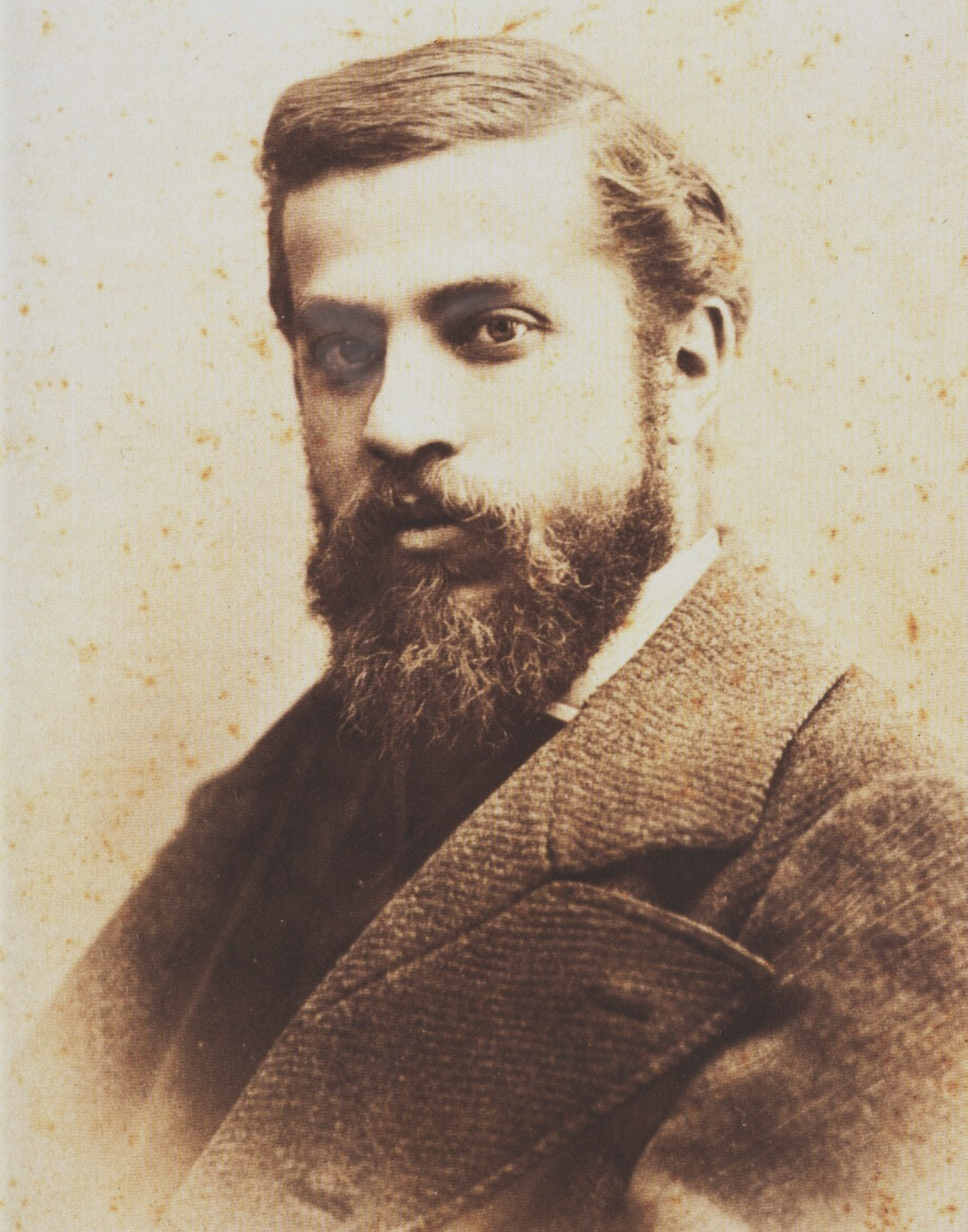
Antoni Gaudí

Antoni Gaudí (Reus o Riudoms, 1852-Barcelona, 1926) cursó arquitectura en la Escuela de la Lonja y en la Escuela Técnica Superior de Arquitectura de Barcelona, donde se graduó en 1878. Tras una primera etapa de estilo orientalista, en la que realizó obras como la Casa Vicens (1883-1885), El Capricho de Comillas (1883-1885), los Pabellones Güell (1884-1887) y el Palacio Güell (1886-1888), a finales de los años 1880 entró en su etapa neogótica, que inició con el Colegio de las Teresianas (1888-1889), al que siguieron el Palacio Episcopal de Astorga (1889-1915), la Casa Botines en León (1891-1894) y las Bodegas Güell en Sitges (1895-1897). La Torre Bellesguard sería su última obra en este estilo, al que seguiría una etapa naturalista en la que se inspiraba en las formas de la naturaleza.
Gaudí dirigió personalmente la construcción hasta 1903, año en que delegó en su ayudante, Domingo Sugrañes. En esos años compaginó la construcción de la Torre Bellesguard con otros encargos: en 1883 se hizo cargo de las obras del Templo Expiatorio de la Sagrada Familia, para el que dedicó el resto de su vida, y que sería su obra magna y la síntesis de todos sus hallazgos arquitectónicos. Por lo demás, en los años en que trabajó en la torre, estuvo ocupado también en el Portal Miralles (1900-1902), el Parque Güell (1900-1914), el Rosario Monumental de Montserrat (1900-1916) y el Bar Torino (1902).
Las obras estuvieron paradas entre 1909 y 1916. La finalización del edificio quedó en manos de Sugrañes, quien en 1916 finalizó todos los trabajos. La intervención de Sugrañes se centró en la reja de hierro de la puerta de entrada, los bancos cerámicos que flanquean la puerta principal, la decoración del vestíbulo y la escalera, los pórticos cubiertos, la casa del portero y la caseta de la bomba de agua. Por otro lado, Juan Rubió, otro discípulo de Gaudí, se encargó de integrar los restos de la antigua muralla en el nuevo conjunto, construyó un puentecillo en el jardín y se ocupó de las obras del viaducto. Al tener que abandonar dichas obras para hacerse cargo del nuevo proyecto gaudiniano de restauración de la Catedral de Mallorca, el viaducto fue finalizado por Josep Maria Jujol, otro colaborador de Gaudí, autor del banco ondulante de cerámica del Parque Güell. Dicho viaducto, construido entre 1906 y 1908, servía de apoyo al camino que conducía al cementerio de San Gervasio, el cual desviaría parcialmente Gaudí para poder integrar los restos medievales en el conjunto de la villa.

### El emplazamiento

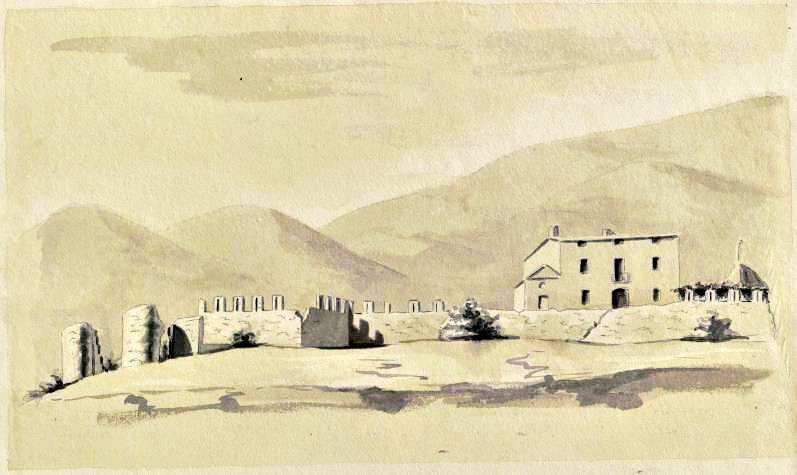
Bellesguard hacia 1850-1860, dibujo de Valentín Cardedera

En este paraje se hallaron restos de cerámica romana sigillata del siglo III, que indicarían la presencia de un asentamiento de época imperial, probablemente un præsidium o torre defensiva. Por otro lado, se habría identificado un anterior asentamiento layetano, el pueblo ibero que habitó el llano de Barcelona. En época medieval la zona era conocida como Vallblanch («valle blanco») y había un coto de caza desde tiempos de Alfonso II el Casto.
En el lugar donde se construyó la casa se encontraba un antiguo castillo, erigido en 1408 por el rey de Aragón Martín I el Humano. El rey dio al lugar el nombre de Bellesguard («bella vista»), debido a las hermosas panorámicas del llano de Barcelona que había desde esa ubicación, según una carta del propio monarca, en que menciona «una torra a la qual havem mesnom bell esguard». El paraje fue alabado por el poeta Bernat Metge, secretario del rey. Fue aquí donde el rey recibió la noticia de la muerte de su único hijo y heredero, Martín el Joven, en 1409. Ese mismo año contrajo matrimonio con Margarita de Prades, en una ceremonia celebrada por el antipapa Benedicto XIII, con la presencia igualmente del fraile dominico Vicente Ferrer, posteriormente canonizado. Al morir el rey, en 1410, su viuda siguió viviendo en el castillo, hasta 1419, fecha en que entró en el convento de Valldonzella. En 1422 lo vendió a particulares y fue propiedad sucesiva de las familias Vilanova y Cervelló.

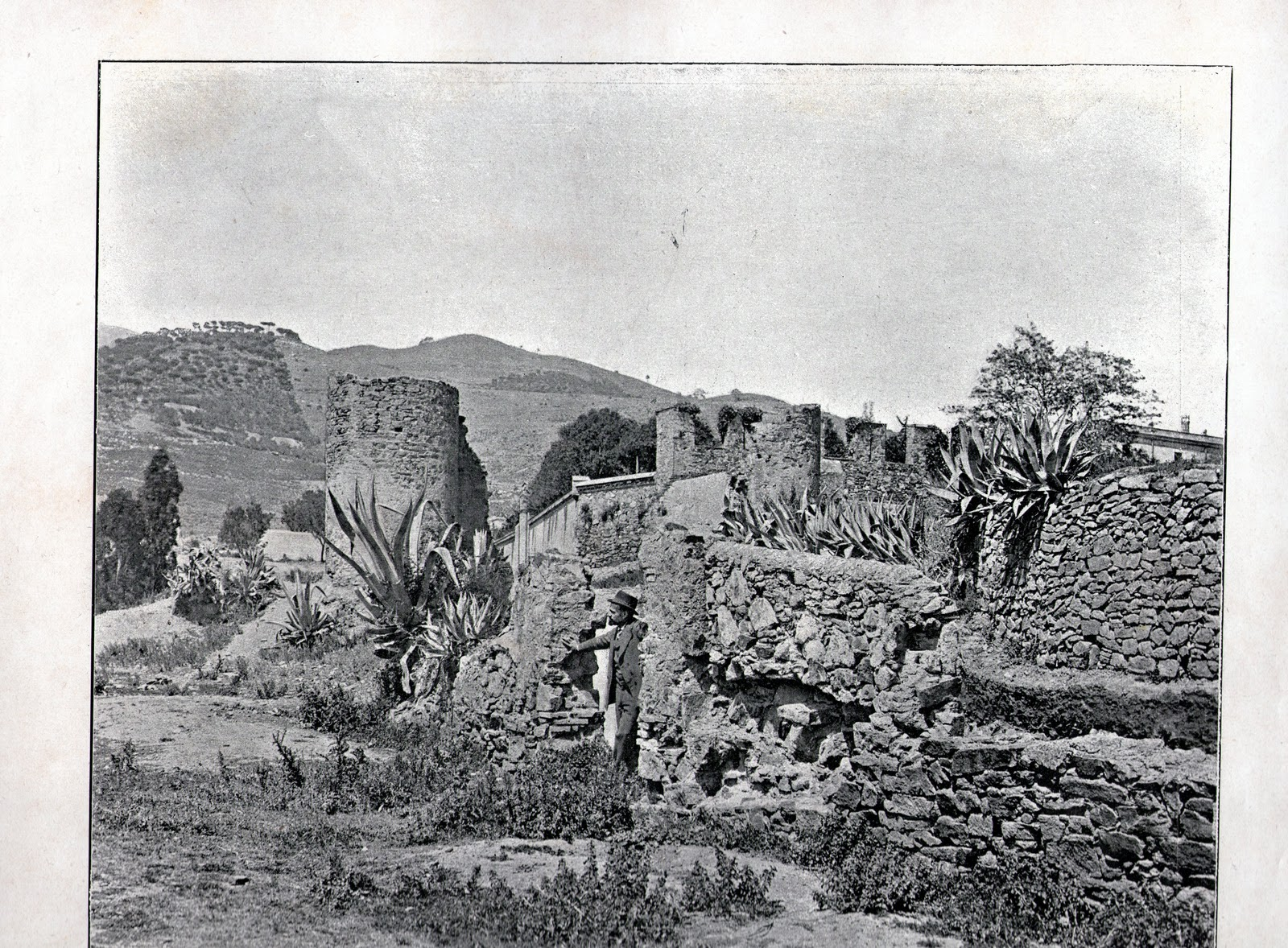
Ruinas del castillo de Bellesguard (1896), fotografía de Fernando Rus

En el siglo XVII, el castillo sirvió de refugio para el bandolero Serrallonga. Cuando en 1634 fue ahorcado y descuartizado, parte de sus restos fueron depositados en Bellesguard. Quizá por esa leyenda Gaudí dio forma de fémur al picaporte de la puerta de las caballerizas.
El castillo sería parcialmente derribado durante la Guerra de los Segadores. El poeta Joan Ferrer Gualbes de Bonaventura i Copons (1643-1714), conocido como «rector de Bellesguard», lo restauró, pero fue derruido nuevamente durante la Guerra de Sucesión. En Bellesguard, Gualbes realizaba reuniones de la llamada Academia de los Desconfiados, fundada en 1700, que reunía a nobles y eclesiásticos cuyas tertulias giraban en torno a la literatura y la historia de Cataluña, aunque eran también reuniones políticas secretas a favor del archiduque Carlos.

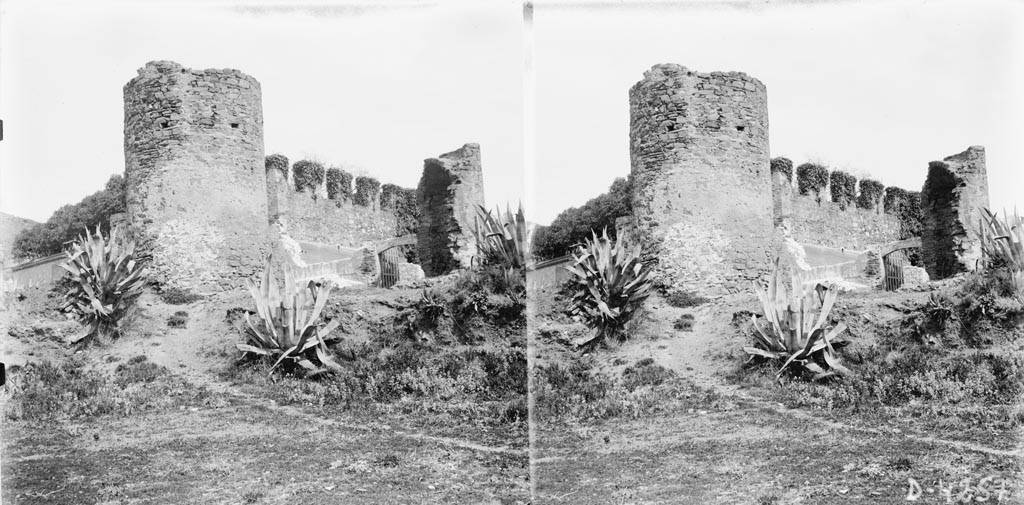
Ruinas del castillo (1901), fotografía de Frederic Bordas

El solar original medía 148 120 m². Gaudí aprovechó los pocos elementos restantes de la antigua fortaleza para construir el nuevo Bellesguard. Es por eso que la casa tiene una apariencia externa de castillo, incluido las almenas. Además de partes de la muralla, quedaban en pie dos torres de defensa, que Gaudí integró en la puerta de entrada, con las cuales creó un espacio de forma rectangular con unas escaleras que conducen a una grada superior que sirve como mirador, con bóvedas de ladrillo a sardinel sobre ménsulas de piedra. Igualmente, los restos de la muralla le sirvieron para el cierre perimetral de la finca.
Además de la casa, la restauración de la muralla medieval y el diseño del jardín, Gaudí construyó un viaducto de refuerzo para el camino que conducía de la villa de San Gervasio al cementerio de la misma y que pasaba por la finca, sobre el torrente de Belén, el cual estructuró con unos pilares inclinados con forma de «pata de elefante», que más tarde emplearía en el Parque Güell. Los jardines fueron plantados con árboles frutales, castaños de las Indias, cedros, pinos, sauces, adelfas, laureles, tilos y palmeras, bajo la supervisión del jardinero Pere Ballart i Ventura.
San Gervasio de Cassolas había sido hasta hacía poco una entidad independiente de Barcelona, ya que después la villa se anexaría a Barcelona en 1897 junto con otras cinco poblaciones limítrofes: Sants, Les Corts, Gracia, San Andrés de Palomar y San Martín de Provensals.

### Propietarios

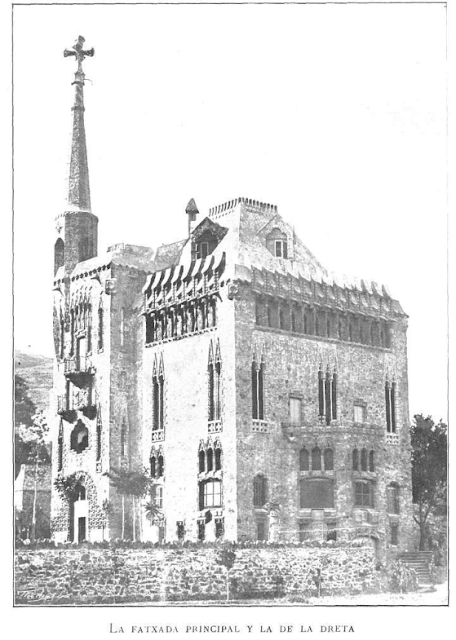
Fotografía de la casa aparecida en La Ilustració Catalana el 30 de julio de 1905

La finca era propiedad desde el siglo XVIII de la Reverenda Comunidad de Presbíteros de la iglesia de los Santos Justo y Pastor de Barcelona, cuando lo expropió el estado en los procesos de desamortización en 1855. En 1871 la adquirió Antonio Camps y Montañola, pero se la vendió en 1875 a José Flaquer y Fraisse; este la vendió nuevamente en 1888 a Joan Baptista Grau i Vallespinós, obispo de Astorga, por setenta mil pesetas. Joan Baptista Grau (Reus, 1832-Tábara, 1893), era amigo personal de Gaudí —reusense como él—, al que encargó el Palacio Episcopal de Astorga, una de las pocas obras de Gaudí fuera de Cataluña, junto con la Casa Botines de León y El Capricho de Comillas. A su fallecimiento nombró cuatro herederos fiduciarios para la liquidación de sus bienes con el fin de fundar un colegio para pobres en Reus. En 1897 se segregó de la finca una porción de 29 376 m² a favor de las Hermanas Oblatas del Santísimo Redentor, con el fin de fundar un asilo, que en 1992 se convirtió en la sede de la Universidad Abad Oliva CEU. El resto fue vendido a María Sagués y Molins, viuda de Figueras, por sesenta y cinco mil pesetas.
Jaume Figueras Burull (1827-1877) era un comerciante de productos alimenticios, con una tienda situada en la Rambla esquina con la calle Petxina que, aunque posteriormente cambió de actividad, aún mantiene el rótulo de la entrada: Antigua Casa Figueras. Fue su viuda quien encargó la casa en 1900 a Gaudí. Al parecer, el propio Gaudí actuó de mediador entre los albaceas del obispo Grau y la viuda de Figueras, y es probable que se ofreciese a la construcción del edificio, ya que la zona le atraía enormemente por su pasado histórico y su relación con el gótico catalán. Gaudí firmó la escritura de compraventa en nombre de la viuda, que no sabía escribir, el 12 de junio de 1900. El permiso para las obras fue otorgado por el Ayuntamiento el 25 de octubre de 1901.

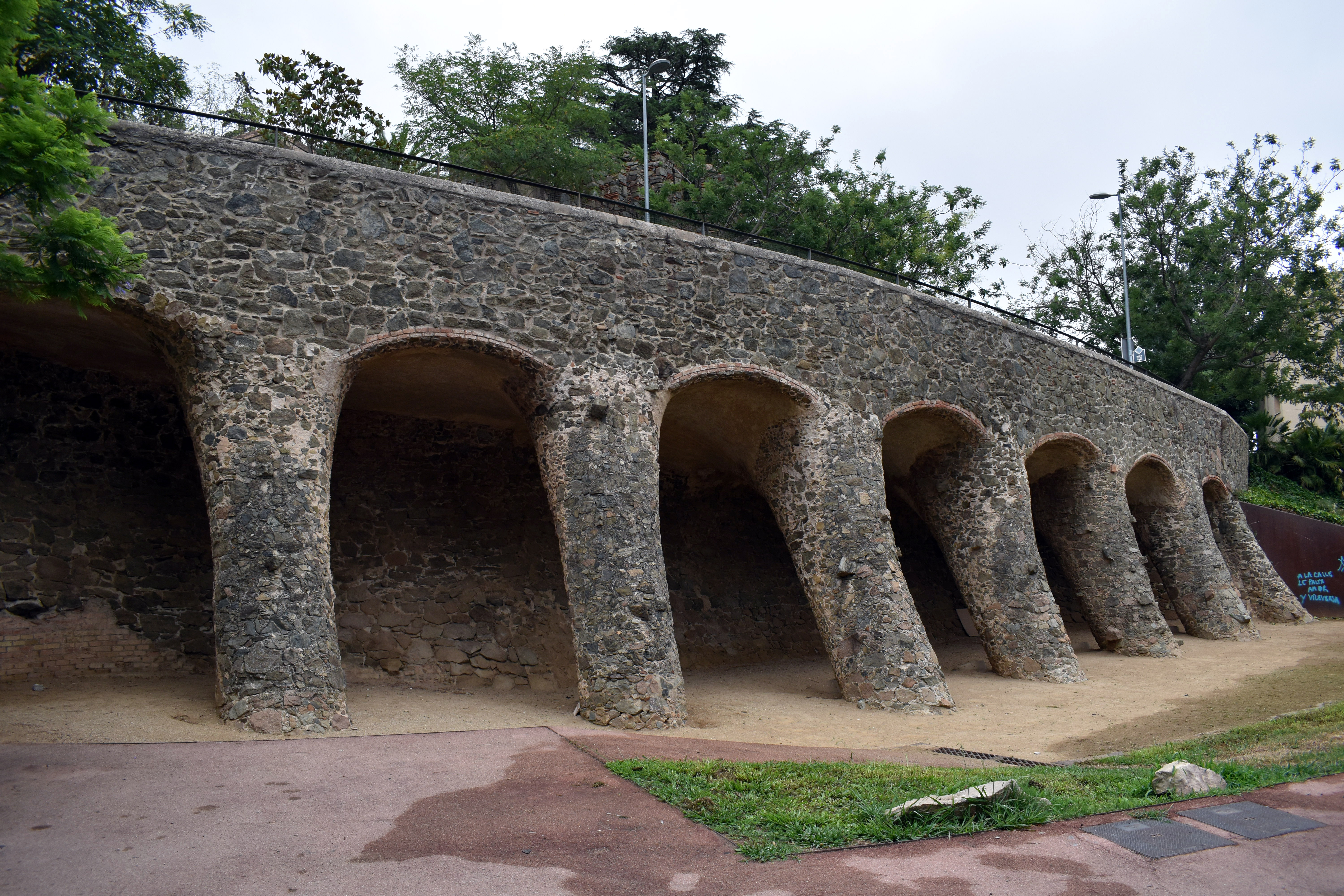
Viaducto sobre el torrente de Belén contiguo a la finca

Fallecida María Sagués en 1907, legó la propiedad a sus tres hijos, Juan, Jaime y Francisco de Paula Figueras y Sagués. Tras el reparto de sus bienes, la casa quedó en propiedad única de Juan Figueras. Fallecido este en 1922, heredó la propiedad su esposa Mercedes Cantarell y Basigó, quien no pudo hacer efectiva la hipoteca que pesaba sobre la casa, por lo que fue vendida a Francisco Soler Smith en 1931. Soler se llevó los muebles originales de la casa, diseñados por Gaudí, a su torre de Can Pahissa en Villanueva y Geltrú. Durante la Guerra Civil la torre sería convertida en un orfanato.
En 1942 la casa fue adquirida por Abdón Bordoy Pastor, que posteriormente la vendería a Luis Gonzaga Guilera Molas en 1944, por 450 000 pesetas. Luis Guilera (El Prat de Llobregat, 1895-Barcelona, 1969) fue un reconocido histólogo, que ejerció su profesión tanto de forma privada a través de su Laboratorio de Histología y Anatomía Patológica, situado en la calle de Avinyó, como de forma pública, como médico numerario del Instituto Municipal de Beneficencia y en el Hospital de la Magdalena para la Lucha Antivenérea. En 1924 entró a trabajar en el Dispensario de Terapéutica Radiológica del Hospital de la Santa Cruz y San Pablo, donde en 1929 pasó a dirigir el Servicio de Cáncer. Al comprar la Torre Bellesguard instaló allí una clínica oncológica y un laboratorio de anatomía patológica.
El doctor Guilera dividió la finca en cuatro porciones, que repartió entre sus hijos, con lo que el terreno donde se halla la casa quedó con una superficie de 2653 m². Tras su fallecimiento en 1969, heredó la propiedad su hijo Luis Guilera Soler, quien instaló en la casa una clínica ginecológica, activa hasta 1974, en que se trasladaron a la clínica Delfos.

### Reconocimientos

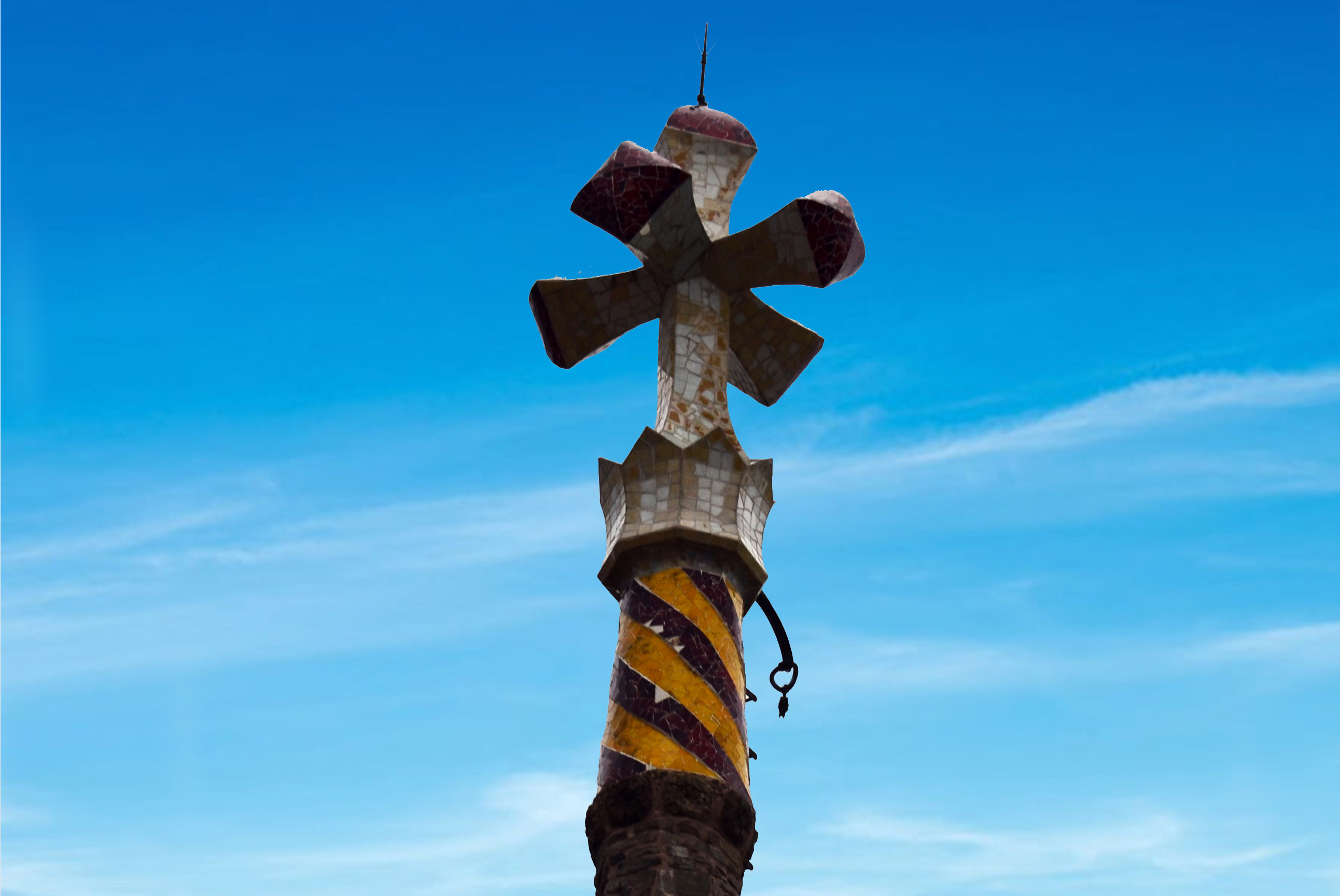
La torre está coronada por la típica cruz gaudiniana de cuatro brazos, inspirada en el gálbulo del ciprés

La Torre Bellesguard fue declarada Monumento histórico-artístico en virtud del decreto 1794/1969 de 24 de julio de 1969 (Boletín Oficial del Estado de 20 de agosto de 1969). Junto a ella fueron declaradas otras edificaciones de Gaudí: el Templo Expiatorio de la Sagrada Familia, el Parque Güell, el Palacio Güell, la Casa Milà, la Casa Batlló, el Portal Miralles, la Casa Calvet, la Casa Vicens, los Pabellones Güell y el Colegio de las Teresianas en Barcelona; la cripta de la Colonia Güell en Santa Coloma de Cervelló; la Cooperativa Obrera Mataronense en Mataró; la Casa Botines en León; el Palacio Episcopal de Astorga; El Capricho de Comillas; y los elementos litúrgicos instalados en la capilla mayor de la Catedral de Palma de Mallorca. En el decreto se señala que «la obra de Gaudí es de excepcional interés dentro de la arquitectura contemporánea. Se unifican en ella la mecánica, la construcción y la estética para llegar a un alto grado de sinceridad. El sello peculiar que destaca en toda su obra presenta a Gaudí como un innovador de recia personalidad; lo que no impide que muchas de sus originales soluciones se apoyen en la tradición arquitectónica, concretamente en el gótico característico de la región catalana. La figura de Gaudí, valorizada extraordinariamente en todo el mundo, ha hecho que su obra constituya el exponente más interesante y perdurable de notables movimientos artísticos de nuestra época».

### Restauración y apertura al público
La aguja de la torre fue restaurada en 1986 por el arquitecto Juan Bassegoda. En 2002 fue recuperado el viaducto sobre el torrente de Belén contiguo a la casa, en el transcurso del Año Internacional Gaudí. Asimismo, la cruz que remata la torre fue restaurada entre 2008 y 2009 tras ser detectadas unas fisuras en la misma. Para reforzarla, se instaló una estructura de acero de ocho metros que une la torre con la cruz. La restauración tuvo un coste de 600 000 euros, aportados a partes iguales por el Ayuntamiento de Barcelona, la Generalidad de Cataluña y la familia propietaria.
En 2013, la familia Guilera, presionada por el alto coste del mantenimiento del inmueble, abrió la casa al público, previo pago de una entrada. También puso en alquiler su espacio para bodas y eventos, así como rodajes de anuncios y películas. Finalmente, en 2018, la familia vendió el edificio por treinta millones de euros al grupo Catalana Occidente, después de que tanto el Ayuntamiento de Barcelona, la Generalidad de Cataluña y el Consejo Comarcal de Barcelona declinaran ejercer el derecho de tanteo al que tienen derecho por ley al tratarse de un bien protegido. La empresa compradora manifestó su intención de mantener abierto al público el edificio.

## Descripción

### Exterior

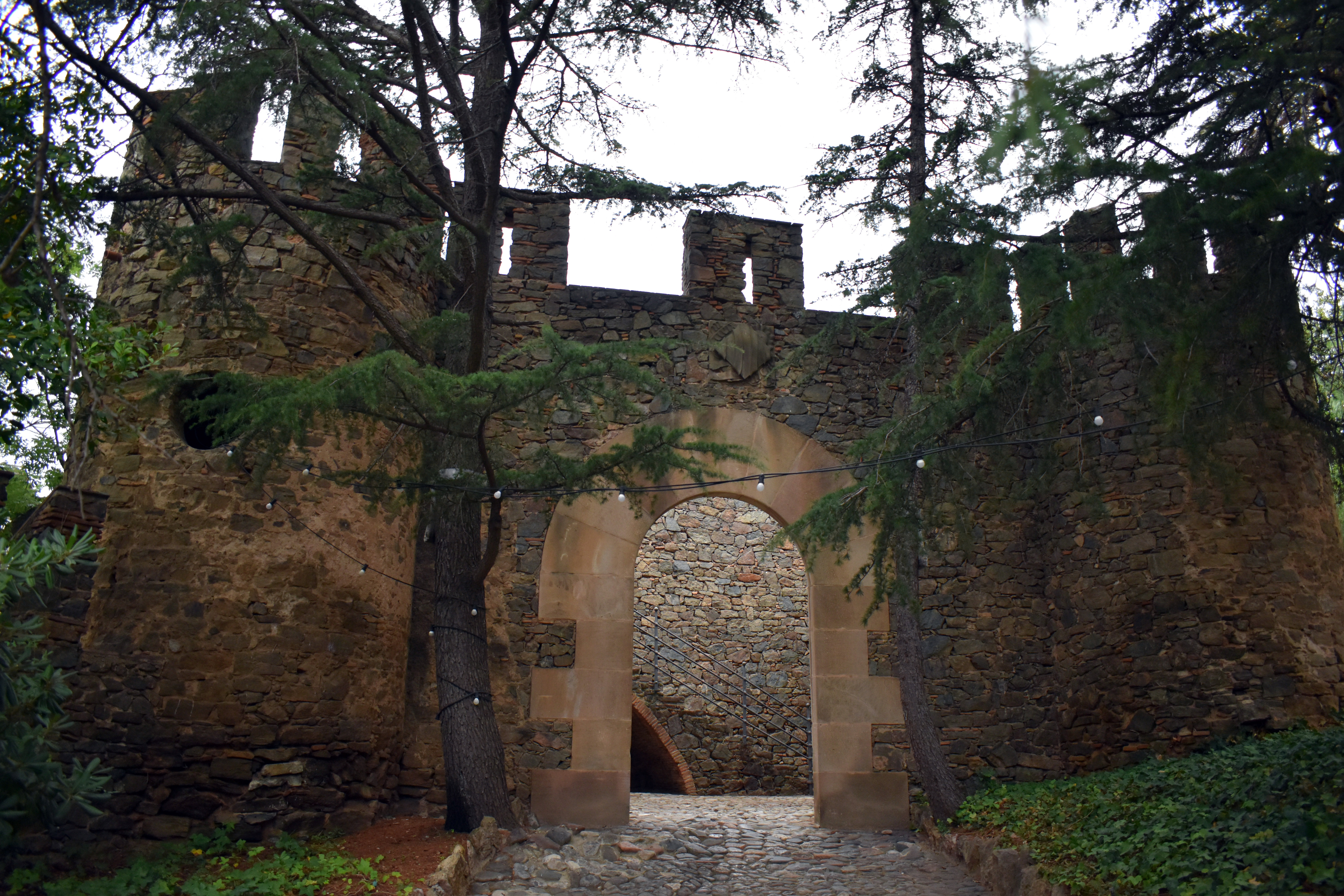
Pabellón-mirador de entrada, que integra las dos torres medievales

Gaudí hizo un proyecto neogótico, para el que respetó al máximo los restos del antiguo castillo medieval. Como siempre, procuró integrar la arquitectura en el marco natural circundante, por lo que realizó la construcción con la piedra de pizarra que halló en la zona. El edificio es de planta cuadrada de 15 × 15 m y 19,5 m de altura, con una superficie de 900 m². Tiene los vértices del cuadrado orientados a los cuatro puntos cardinales, que coinciden también con los cuatro brazos de la cruz que remata la torre. Presenta dos cuerpos adosados: la galería del salón, de forma achaflanada; y la caja de escalera, rematada por una alta torre coronada con una cruz de cuatro brazos, típica de Gaudí.
Construido con piedra y ladrillo, Gaudí aprovechó la piedra pizarrosa del lugar, en tonos verdes y grises. El arquitecto logró dar una apariencia gótica al edificio sin incorporar demasiados recursos constructivos de ese estilo, tan solo el alargamiento de las ventanas y las almenas que coronan el cuerpo principal del edificio, así como la forma alargada de la torre. Estos recursos proporcionan al edificio una gran sensación de verticalidad y monumentalidad, inaudita en un edificio que no llega a los 20 m de altura.

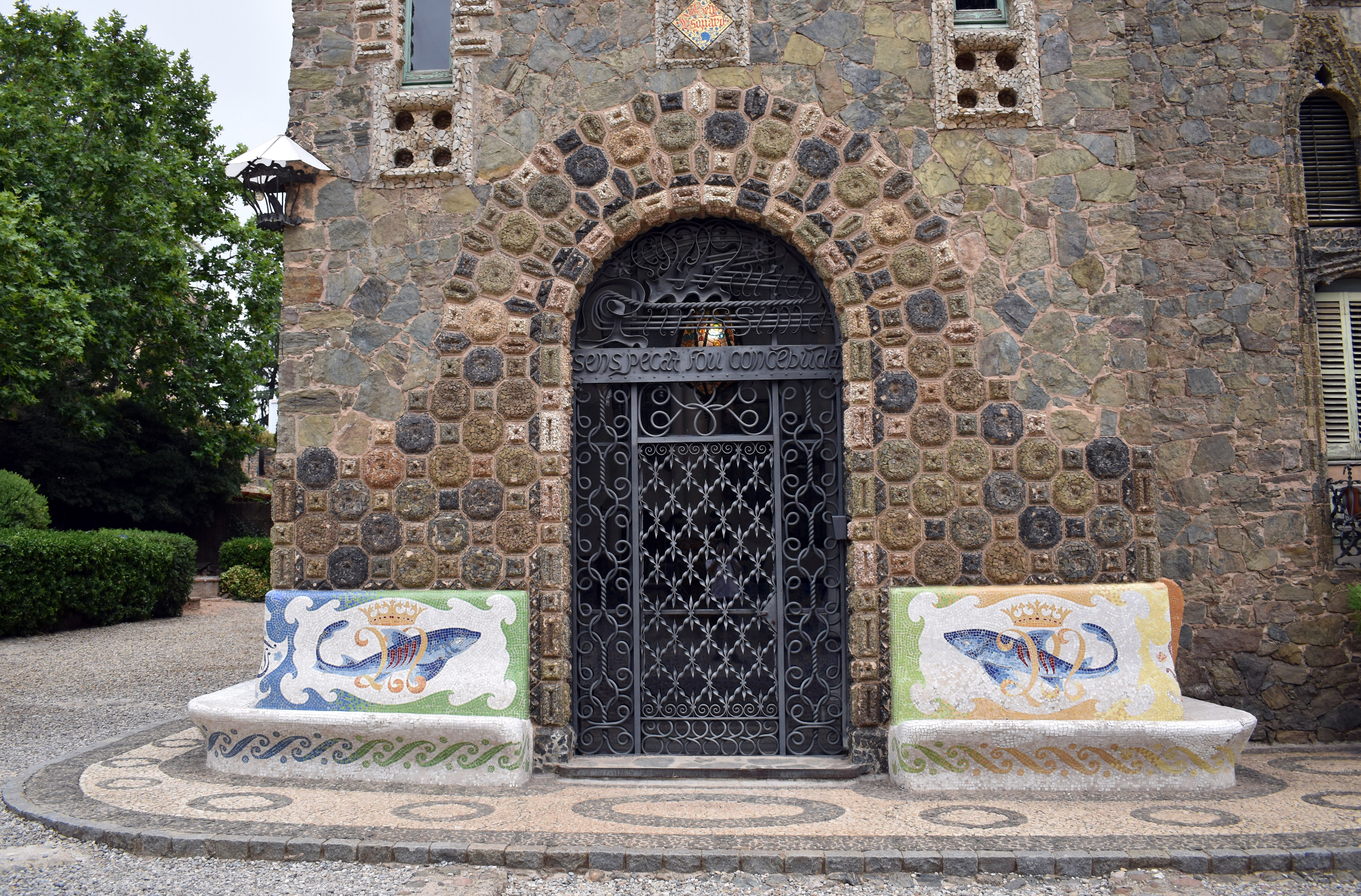
Puerta principal

La finca presenta un cerramiento en el lado que da a la calle formado por un muro de piedra que integra los restos de la antigua muralla, con almenas en su parte superior. La verja de acceso a la finca es de forja de hierro, con montantes de formas lanceoladas. Tras el acceso por esta entrada, a la izquierda se encuentra el mirador formado por las dos antiguas torres medievales. Sobre esta puerta hay un escudo con las barras de la bandera catalana, así como un sol en un ángulo del mismo y una dama que se protege los ojos de dicho sol, en el ángulo contrario. Gaudí quiso sugerir con esa simbología el ocaso de la Casa de Barcelona, del que Martín el Humano fue el último representante. Elaborado con piedra de Montjuic, el escudo presenta dos fechas: 1409 y 1909, en alusión a la boda entre Martín el Humano y Margarita de Prades, la primera, y a la fecha de terminación del edificio, la segunda.
La casa dispone de semisótano (3 m de altura), planta baja (5 m), planta noble (6 m) y desván de dos pisos (4,5 m y 5 m), con techo de cuatro aguas. Los techos de las salas están construidos con la técnica llamada bóveda catalana, consistente en distintas capas de ladrillo superpuestas. Para Bellesguard, Gaudí empleó una técnica de mosaico pétreo para conseguir un efecto de almohadillado en la textura de las paredes del edificio: utilizaba pequeñas piedras del lugar que colocaba sobre moldes de yeso, de forma cuadrada u octogonal; encima echaba mortero y, al extraer las piezas, quedaba la piedra en la cara exterior. Esta técnica la había empleado por primera vez en el Palacio Güell y la empleó de nuevo en el Parque Güell.

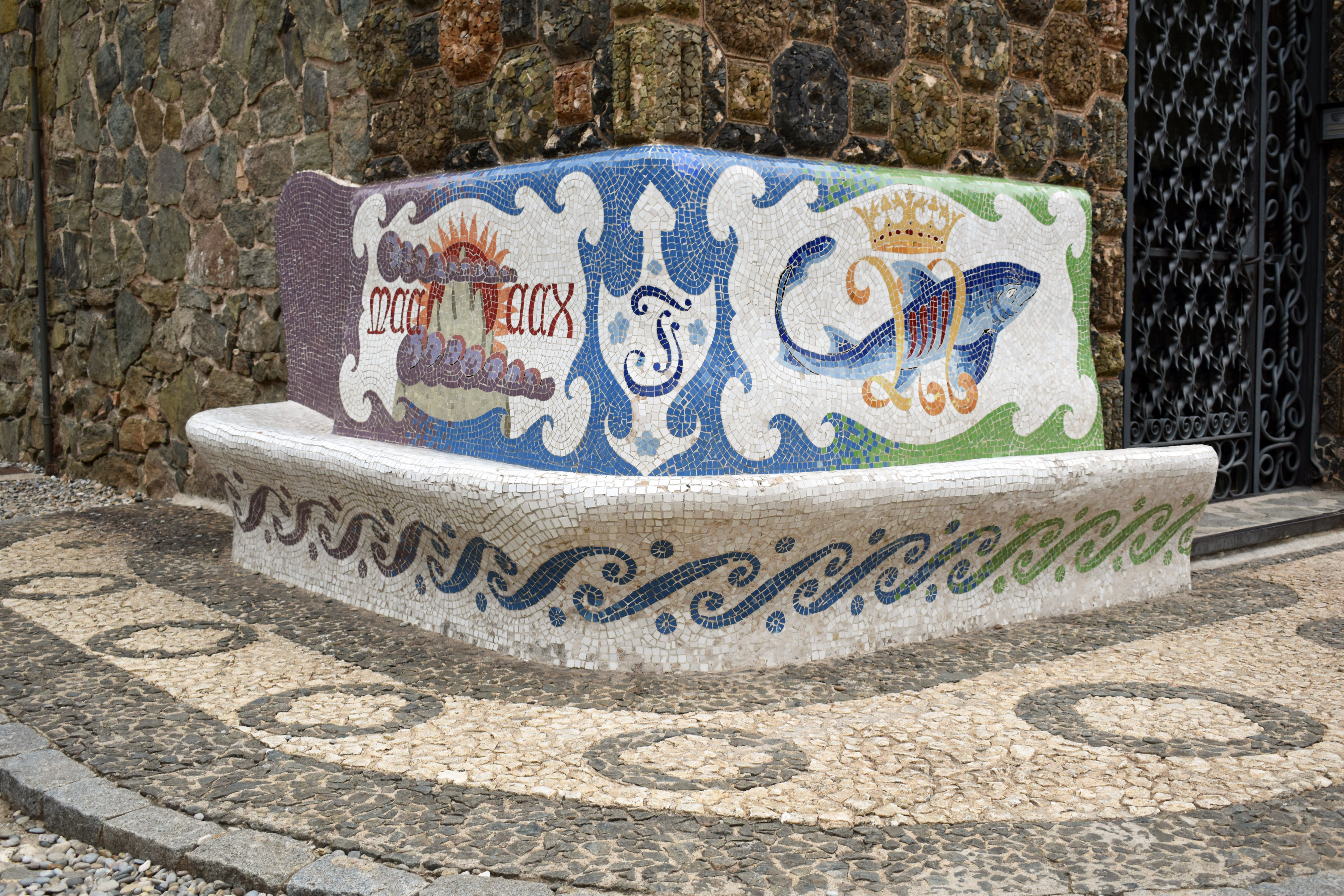
Uno de los bancos de entrada

La fachada principal da al suroeste. En la puerta principal, con forma de arco de medio punto, figura la inscripción Ave Maria puríssima, sens pecat fou concebuda («Ave María purísima, sin pecado concebida»), hecha con hierro de forja. Entre la puerta y el ventanal que se alza sobre ella hay un mosaico con el nombre Bellesguard, decorado con motivos florales y realizado en colores azul, rojo y amarillo. En los laterales de la puerta hay sendos bancos realizados en trencadís —un tipo de mosaico elaborado con fragmentos de cerámica unidos con argamasa—, decorados en su parte frontal con unas figuras de delfines envueltos en una letra M, por Martín el Humano —cuyas barras forman también la bandera catalana— y con una corona encima, mientras que en su parte lateral figuran dos dibujos distintos: en el oriental, un barco velero con un sol naciente al fondo, así como la fecha 1916 —año de finalización de las obras por parte de Sugrañes— en números romanos; en el occidental, la montaña de Montserrat con el sol poniente y la fecha 1410 en números romanos, año del fallecimiento de Martín el Humano. El primero haría referencia a las noticias llegadas por mar al rey sobre la muerte de su heredero y, el segundo, al declive de la Casa de Barcelona, extinguido con Martín el Humano. En las esquinas de ambos bancos se encuentra la letra F de la familia Figueras. La puerta está rodeada asimismo de almohadillados de mosaico prefabricado con diversas formas (cuadrados, hexagonales y octogonales), realizados de piedra con mortero en un molde de yeso.

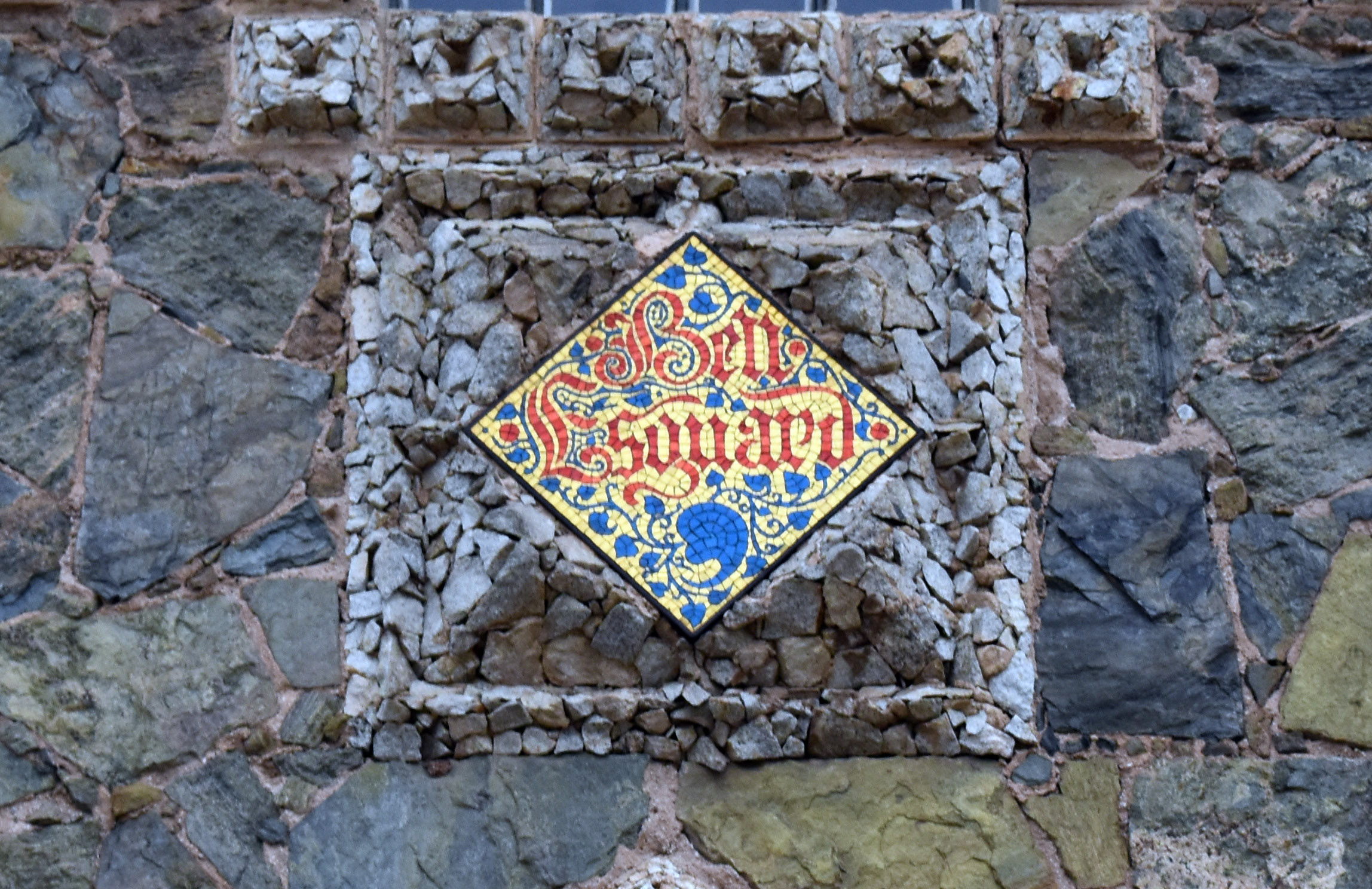
Plafón cerámico con el rótulo de Bellesguard, sobre la puerta principal

Sobre la puerta hay un ventanal de arco trilobulado y antepecho escalonado con una vidriera en forma de estrella de ocho puntas, que simboliza a Venus y alude al matrimonio entre Martín el Humano y Margarita de Prades, celebrado en el antiguo castillo que se emplazaba en este lugar. Realizado con cristales de colores (rojo, amarillo, verde y morado), en su parte exterior presenta un alicatado de azulejos azules con estrellas blancas de cinco puntas, que semeja una noche estrellada. Flanquean este ventanal dos vanos largos y estrechos, con remate de forma apuntada. Sobre este ventanal hay dos balcones gemelos con repisa de piedra y barandillas de hierro; sobre estos, otro balcón más ancho y, por encima de este, siete ventanales largos y estrechos.
La parte superior del eje de la puerta principal está rematada con una alta torre de forma octogonal, culminada en un pináculo troncocónico sobre el que se alza la cruz gaudiniana de cuatro brazos, que alcanza una altura de 33 m. El tramo final del pináculo está revestido de cerámica con los colores de la bandera catalana (en heráldica, oro y gules), que se enroscan helicoidalmente en la forma cónica del remate; sobre este se halla una corona real, en homenaje a Martín el Humano y, por encima, se halla la cruz. El conjunto puede tener una interpretación simbólica: la azotea del desván sería el dragón y la alta torre acabada en cruz sería la lanza de san Jorge que vence al dragón.

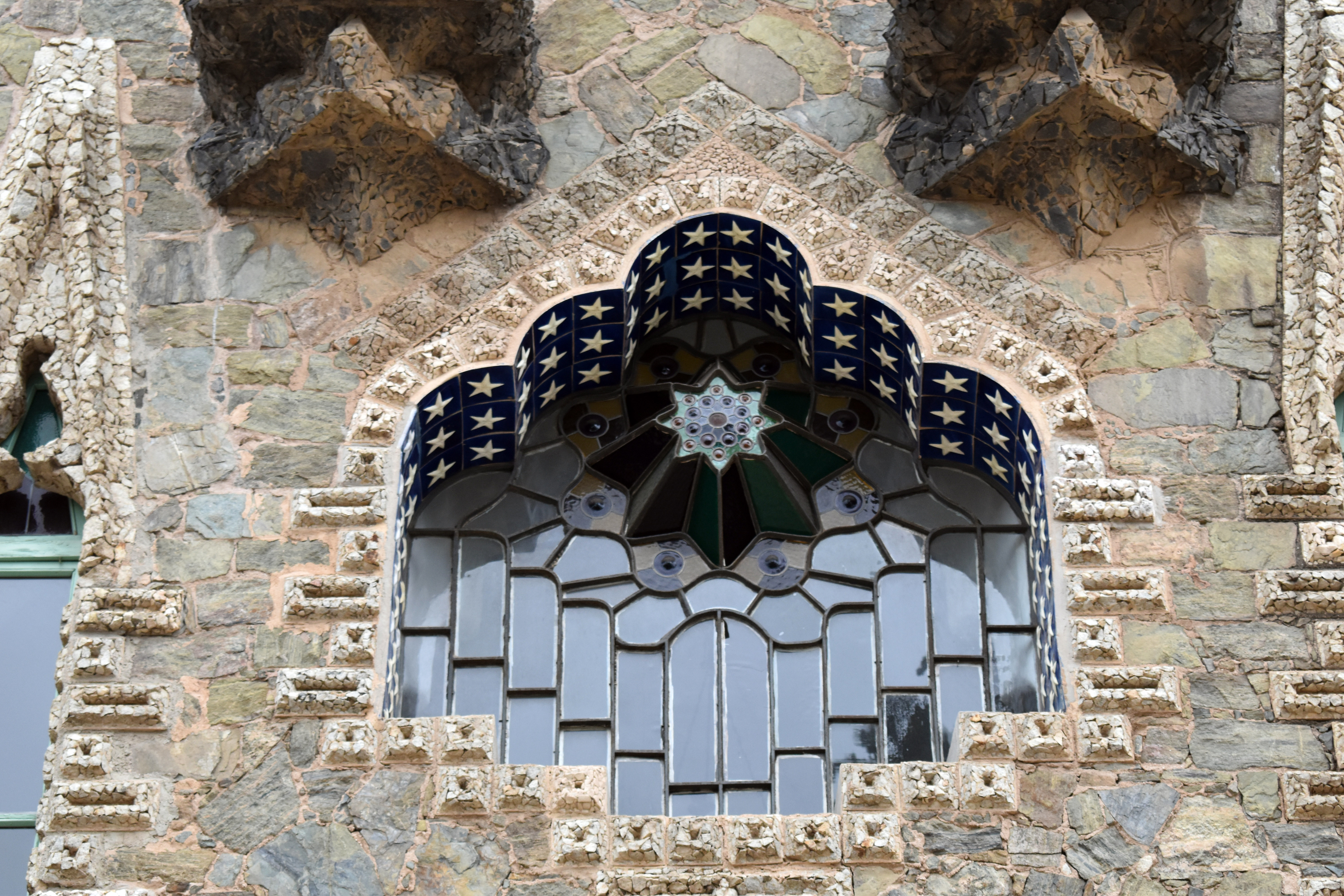
Vidriera con la estrella de Venus

La parte derecha de esta fachada principal, retirada un poco hacia atrás respecto al cuerpo de la puerta principal, presenta dos ventanas a ras de suelo, correspondientes al semisótano; dos en la planta baja de forma compuesta, con un vano de arco rebajado sobre el que se emplazan dos y tres ventanas alargadas; en la planta noble hay dos ventanales geminados, altos y estrechos, con parteluces de hierro recubierto de un aplacado de loza blanca; en el desván se halla una logia de siete ventanas con columnas salomónicas, sobre las que se encuentra un almenado, correspondiendo una almena por cada ventana inferior y, entre las almenas, unas gárgolas para el desagüe.
La fachada sureste presenta el segundo de los cuerpos adosados al cubo principal, un saliente de forma trapezoidal que contiene en su parte inferior la puerta del semisótano, así como unas ventanas del mismo; dicha puerta está formada por listones en franjas a 45° y tiene un picaporte con forma de fémur humano. Al nivel de la planta baja hay ventanas compuestas similares a las de la fachada principal y, al nivel de la planta noble, tres ventanas tríforas (llamadas «coronelas» en la tradición catalana), sobre las que se sitúa una terraza en la parte superior del cuerpo adosado, con una barandilla de hierro forjado realizada por Sugrañes. A esta terraza se accede por dos puertas, una situada en el comedor y otra en uno de los dormitorios. En los laterales de este cuerpo adosado hay también ventanas de igual estilo y, en la planta del desván, otra logia de doce ventanas con columnas salomónicas.

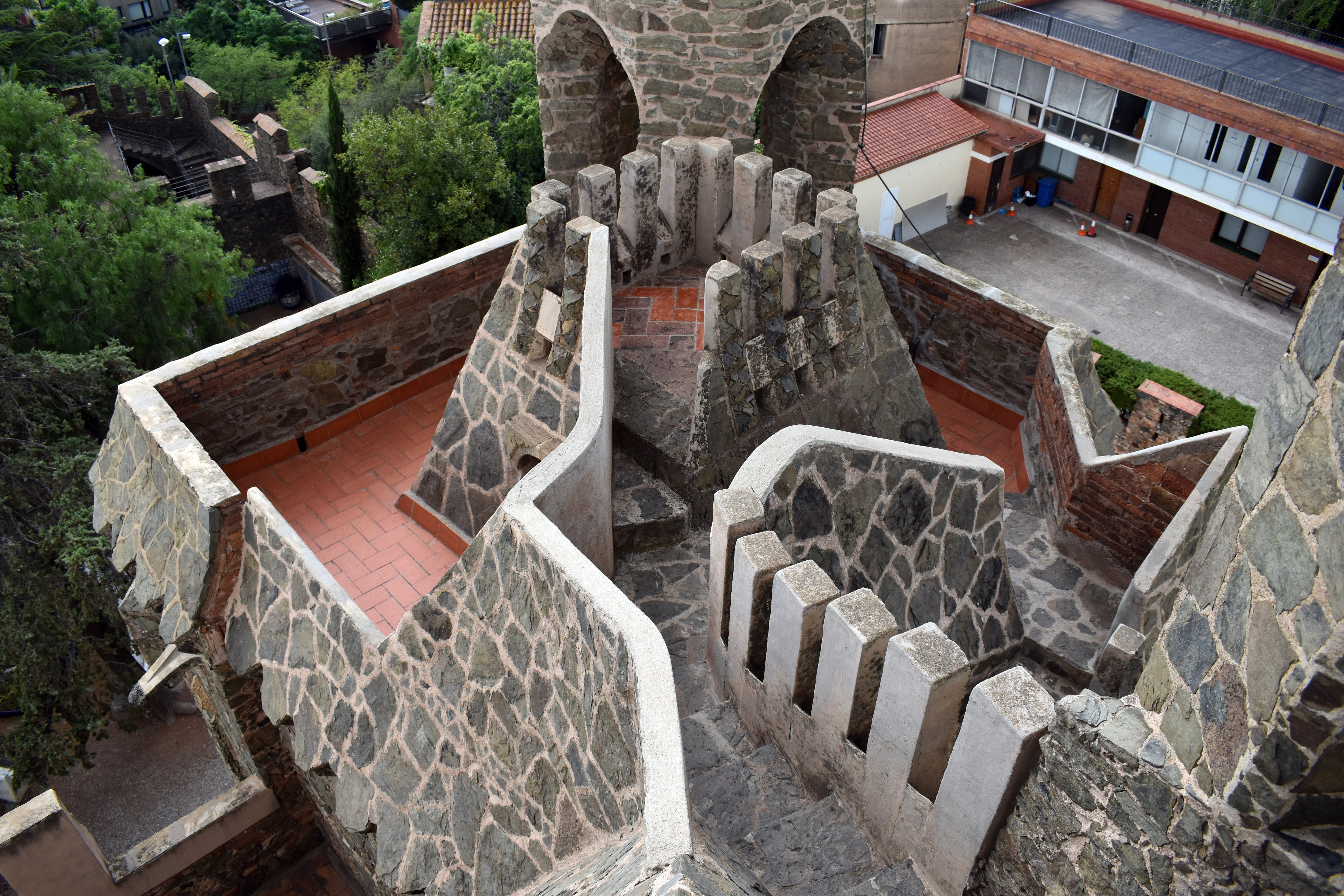
Terraza

La fachada noreste presenta una serie de pequeñas ventanas en el semisótano y planta baja, mientras que en la planta noble hay una balconera bífora, una coronela y tres pequeñas ventanas, mientras que en la esquina que da al norte hay un balcón escalonado. Al nivel del desván se halla de nuevo una logia de doce ventanas con sus correspondientes columnas y rematada de almenas y gárgolas.
Por último, la fachada noroeste presenta un perfil más irregular, debido al cuerpo de la escalera del vestíbulo. Se encuentran así diversas ventanas repartidas irregularmente, de distintas formas y tamaños, así como una logia de seis ventanas en el desván, junto a la que se encuentra un pequeño balconcillo sobre la escalera de servicio. Al nivel de la planta noble continúa el balcón de la esquina norte, que ocupa la mitad izquierda de la fachada. En la pared se aprecian unos bajantes de desagüe que quedan a la vista.
El jardín presenta diversos bancos y elementos ornamentales, revestidos de cerámica de trencadís con motivos geométricos, según diseños elaborados por Sugrañes. Destacan especialmente los dos bancos centrales, de forma semicircular, dispuestos alrededor de una fuente; en su parte central tienen a dos ángeles cada uno, unos sosteniendo las cuatro barras de la bandera catalana, con una corona real encima, por el Reino de Aragón; y otros la cruz de San Jorge del escudo de Barcelona, con una corona condal, por el Condado de Barcelona. El ayudante de Gaudí realizó también la casa del portero —que actualmente se encuentra en una finca independiente de la torre—, construida en piedra a imitación de la muralla medieval; y la caseta para el motor del pozo —actualmente desaparecida—, que tenía forma de dragón, en alusión probablemente a Pitón, el protector de las aguas subterráneas.

### Interior

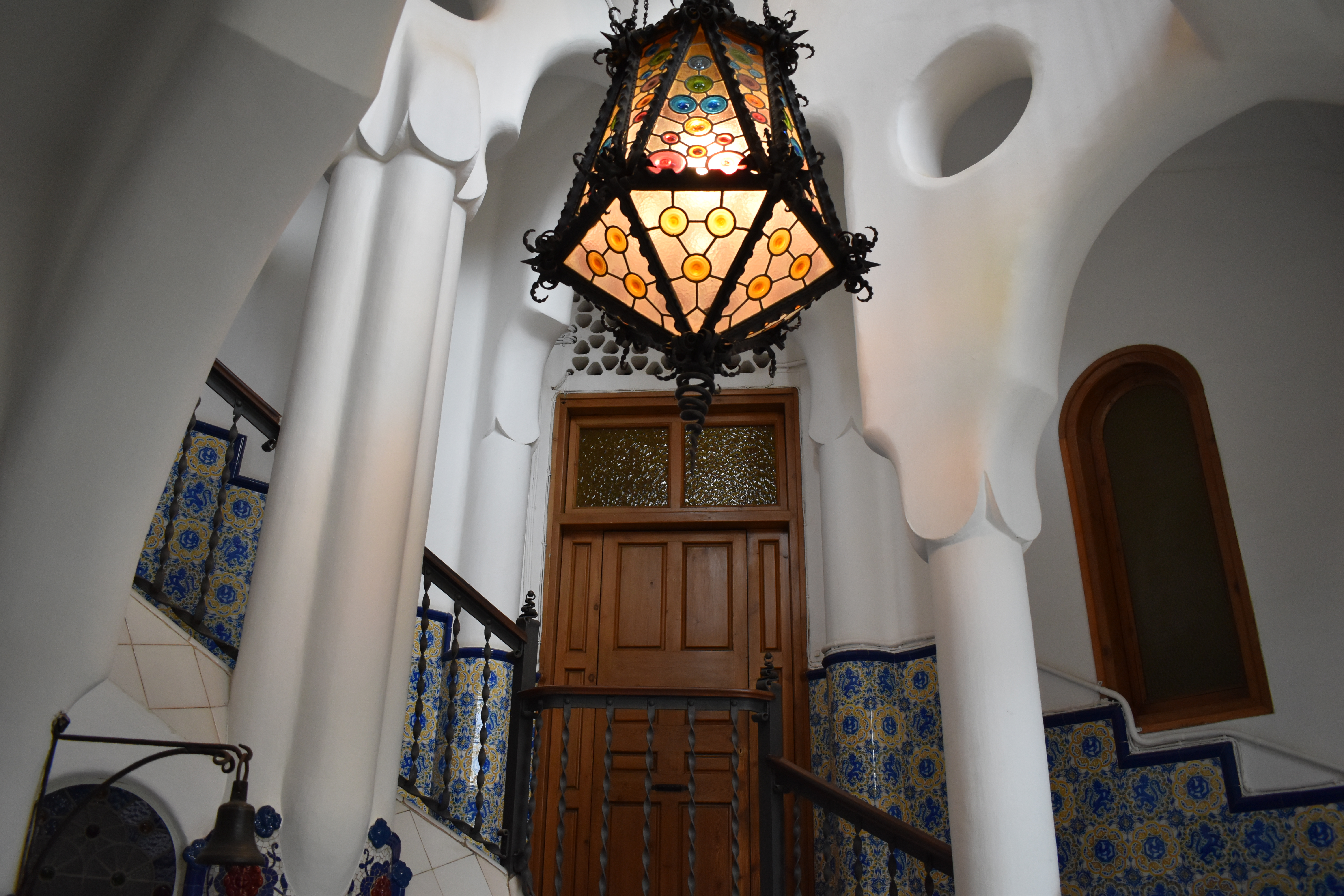
Vestíbulo

El interior del edificio contrasta con el exterior por su blancura y luminosidad, que se contrapone al tono gris de la pizarra exterior. El semisótano albergaba las caballerizas, el bajo estaba destinado al servicio, la planta noble al comedor, salas y dormitorios, y el desván al lavadero. Las paredes están recubiertas de yeso y pintura de cal, con formas onduladas de aire mudéjar.
El semisótano tiene un techo de bóvedas tabicadas de cañón seguido escarzano, con lunetos, sostenida por pilares cilíndricos con capiteles a la bizantina.
El vestíbulo de entrada, de 10 m de altura, presenta una falsa bóveda de arcos lobulados, con una fuente realizada por Sugrañes y una lámpara de siete metros de altura, de forma poliédrica —formada por 22 caras triangulares— y vitrales de intensos colores. El ayudante de Gaudí realizó también el arrimadero de la escalera, elaborado con azulejos con figuras de dragones y gallos, en alusión al escudo de Margarita de Prades. En la esquina hay una campana y, en una pared, una placa escultórica de hierro en relieve que representa a san Jorge matando al dragón, junto con la inscripción Déu vos guard («Dios os guarde»).

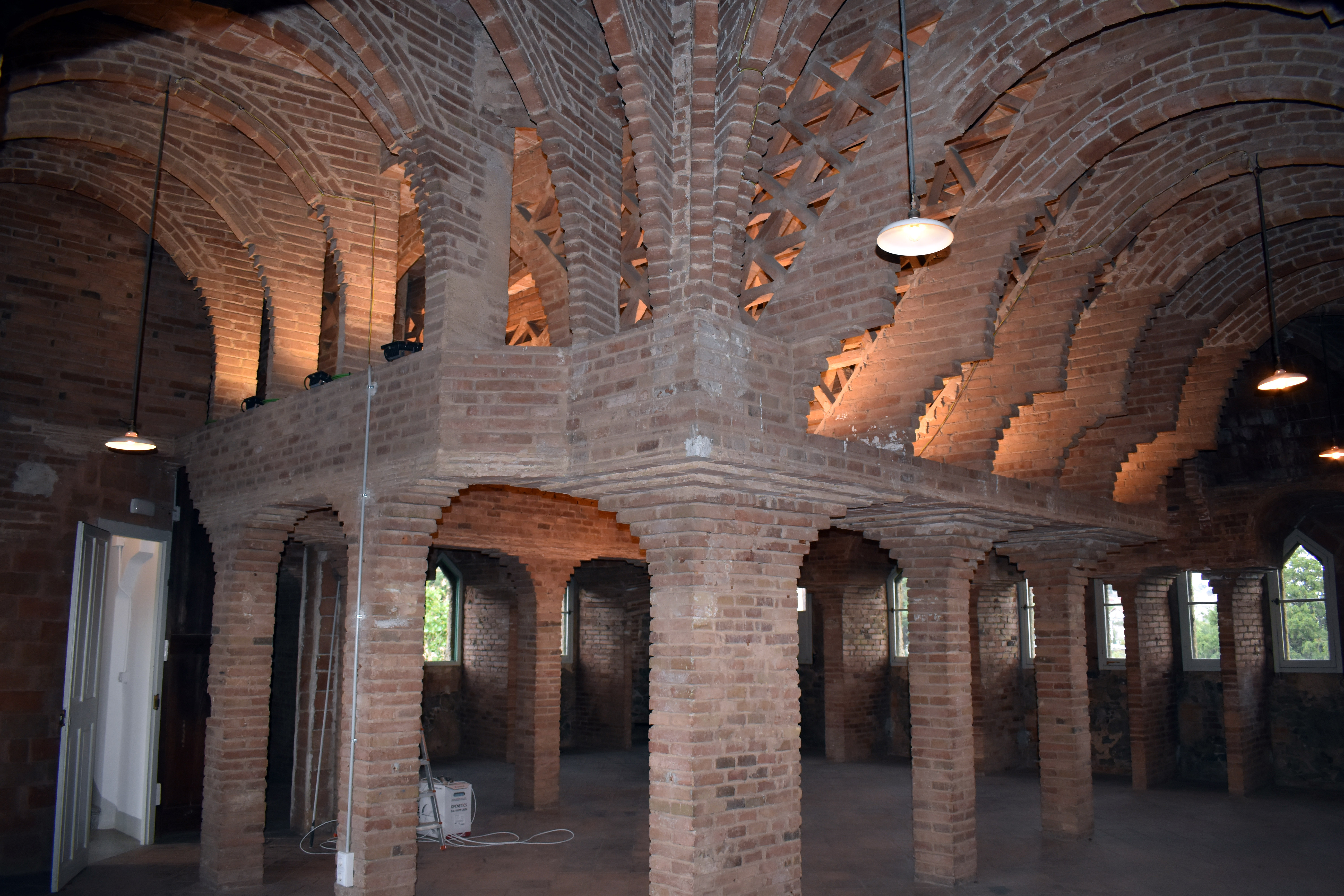
Desván

La escalera está revestida de un arrimadero cerámico incorporado por Sugrañes. La barandilla está formada por hierros helicoidales, con unos pasamanos de original solución, en capas de hierro superpuestas y rematadas en una bola dentro de un círculo. En el rellano de la planta noble hay un pequeño balcón con una barandilla abalaustrada de hierro con aplacado de loza blanca. La escalera termina en una pequeña habitación que da acceso a la terraza, con una falsa bóveda nervada de arcos aristones y tres cadenas concéntricas de ladrillo enyesado, en un estilo intermedio entre el gótico y el mudéjar.
La planta noble presenta unos techos de bóvedas tabicadas nervadas, similares a las de la cripta de la Colonia Güell, sostenidas por pilares dispuestos en acartelados sucesivos. Los dormitorios y salas presentan unos techos de arcos lobulados de ladrillo picholín en formas compuestas, de inspiración mudéjar.
El desván está formado por dos pisos, «como los grandes señores, que se protegen con sombrero y sombrilla», en palabras del arquitecto. Esta estructura servía como regulador térmico, para proteger del frío en invierno y del calor en verano. El primero tiene una estructura de ocho pilares de capiteles fungiformes que sostienen un tablero tabicado horizontal del que parten una serie de arcos parabólicos lobulados, elaborados en ladrillos en hiladas horizontales en la parte inferior y curvas en la superior. Esta estructura de arcos sostiene el piso superior, cubierto por una bóveda tabicada de rincón de claustro de forma ojival reforzada por pilares oblicuos, que en el exterior adopta una forma de pirámide truncada, con cuatro lucarnas en cada costado y coronada por una terraza-mirador almenada, que cuenta con un paso de ronda en todo su perímetro y unas escaleras para acceder a la terracita superior.
Esta buhardilla, con sus arcos de ladrillo, es una demostración de maestría en la utilización de este material, al igual que puede verse en edificios como la Casa Batlló o el Colegio Teresiano de Barcelona. Es una estructura diáfana y liviana, resistente pese a su aparente fragilidad. Mientras se construía, el ayudante de Gaudí, Juan Rubió, comentó que «en Bellesguard hay cosas que todavía no sé por qué se sostienen».

## Galería

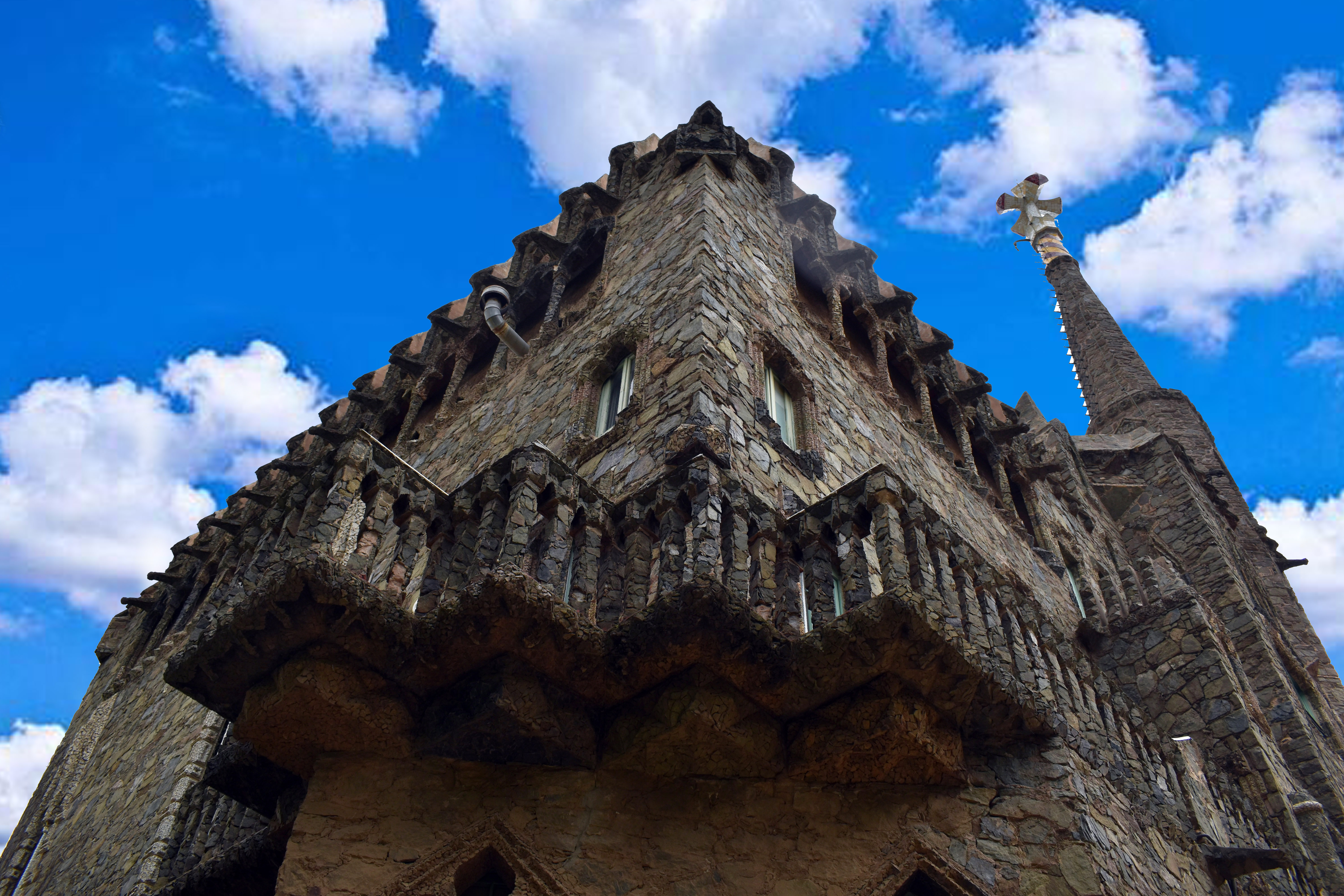
Balcón de la esquina norte
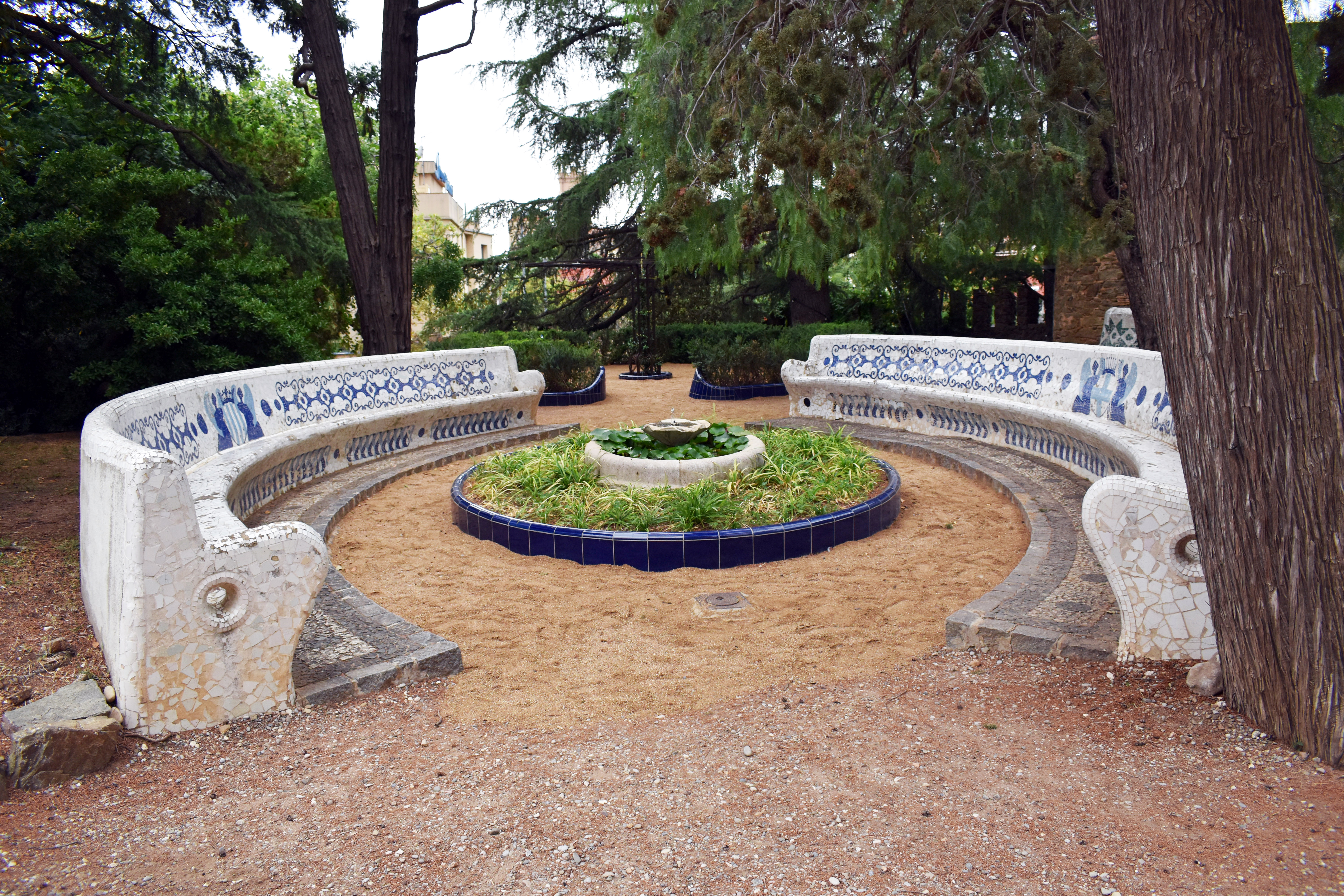
Bancos del jardín
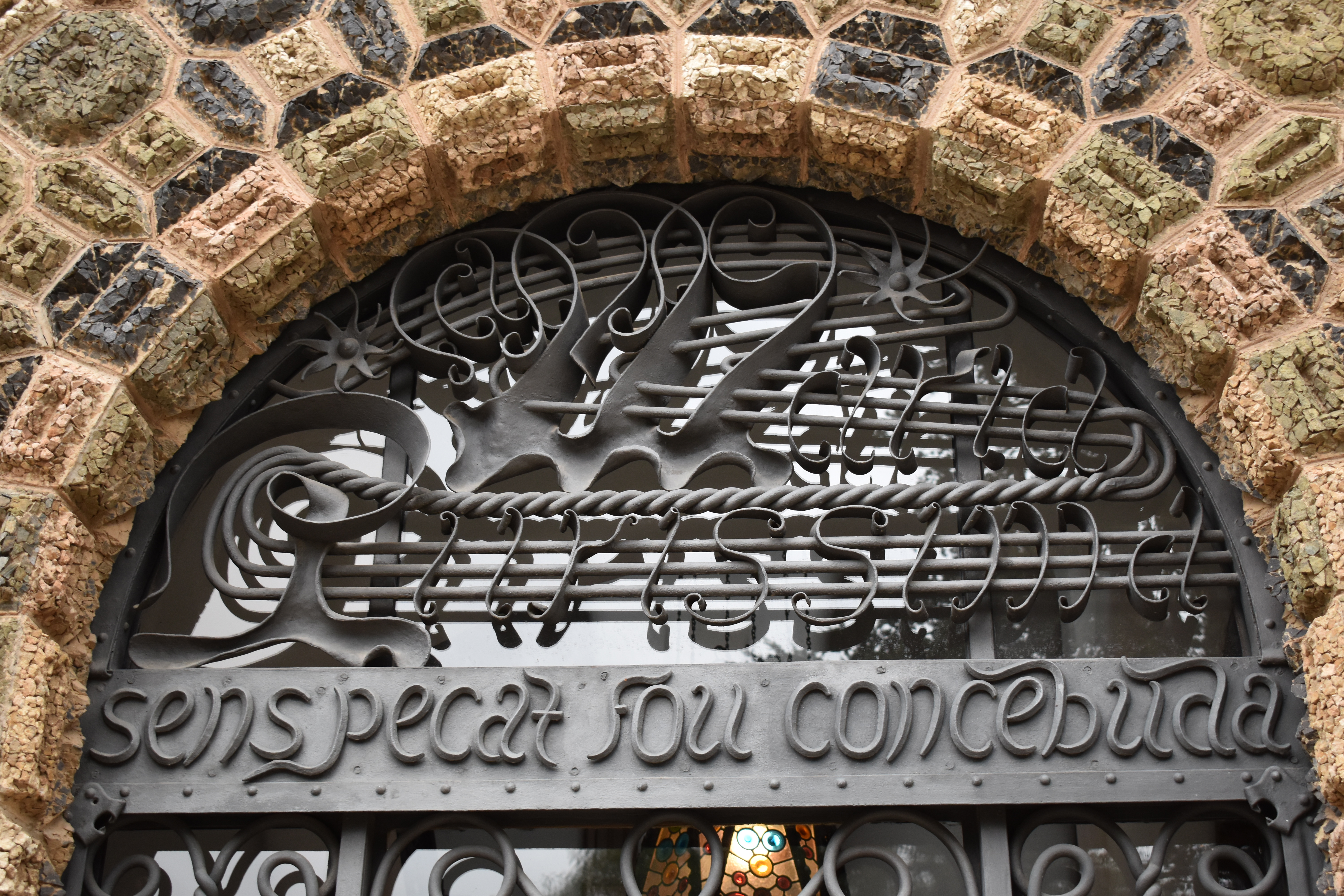
Cancela de la puerta principal
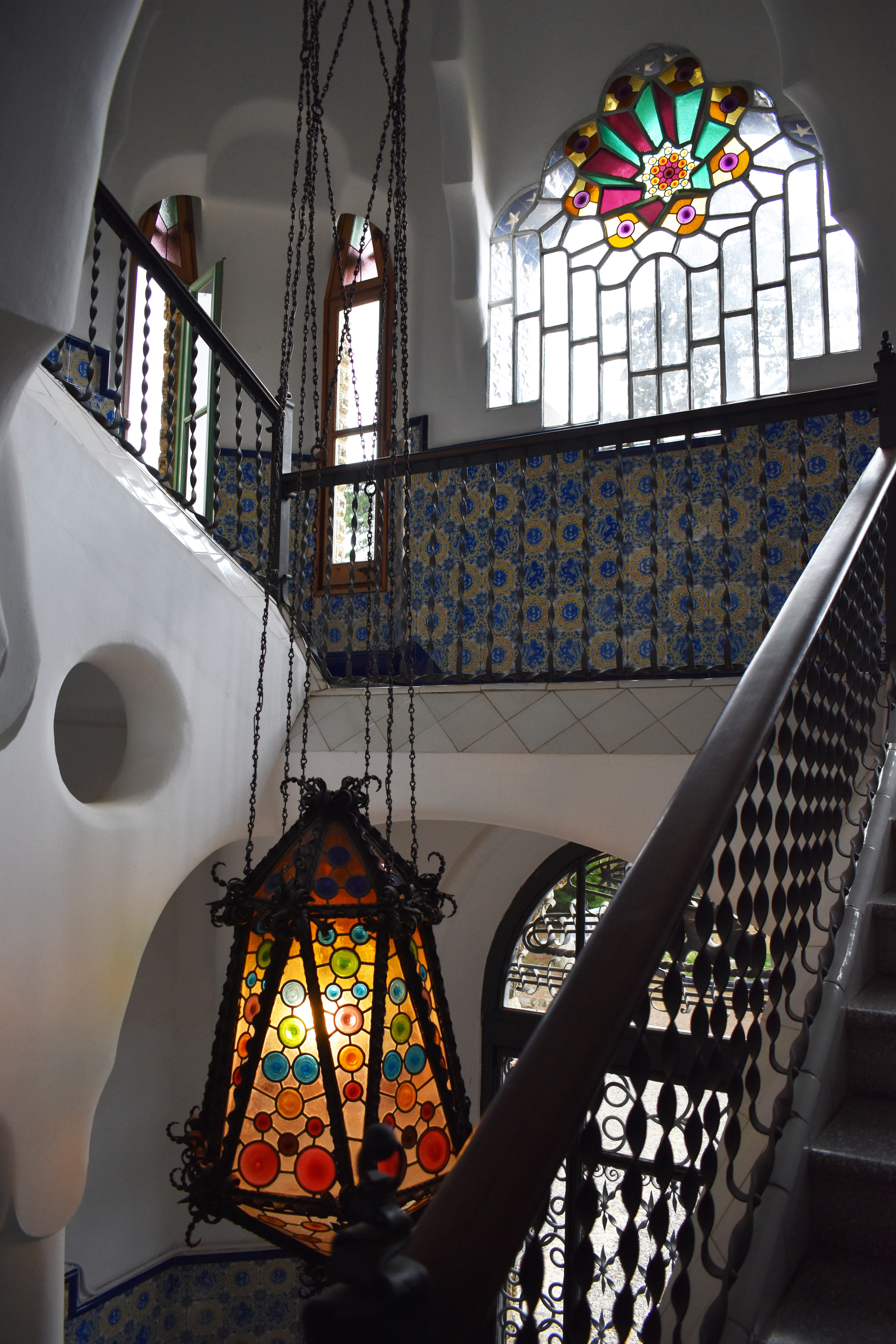
Escalera
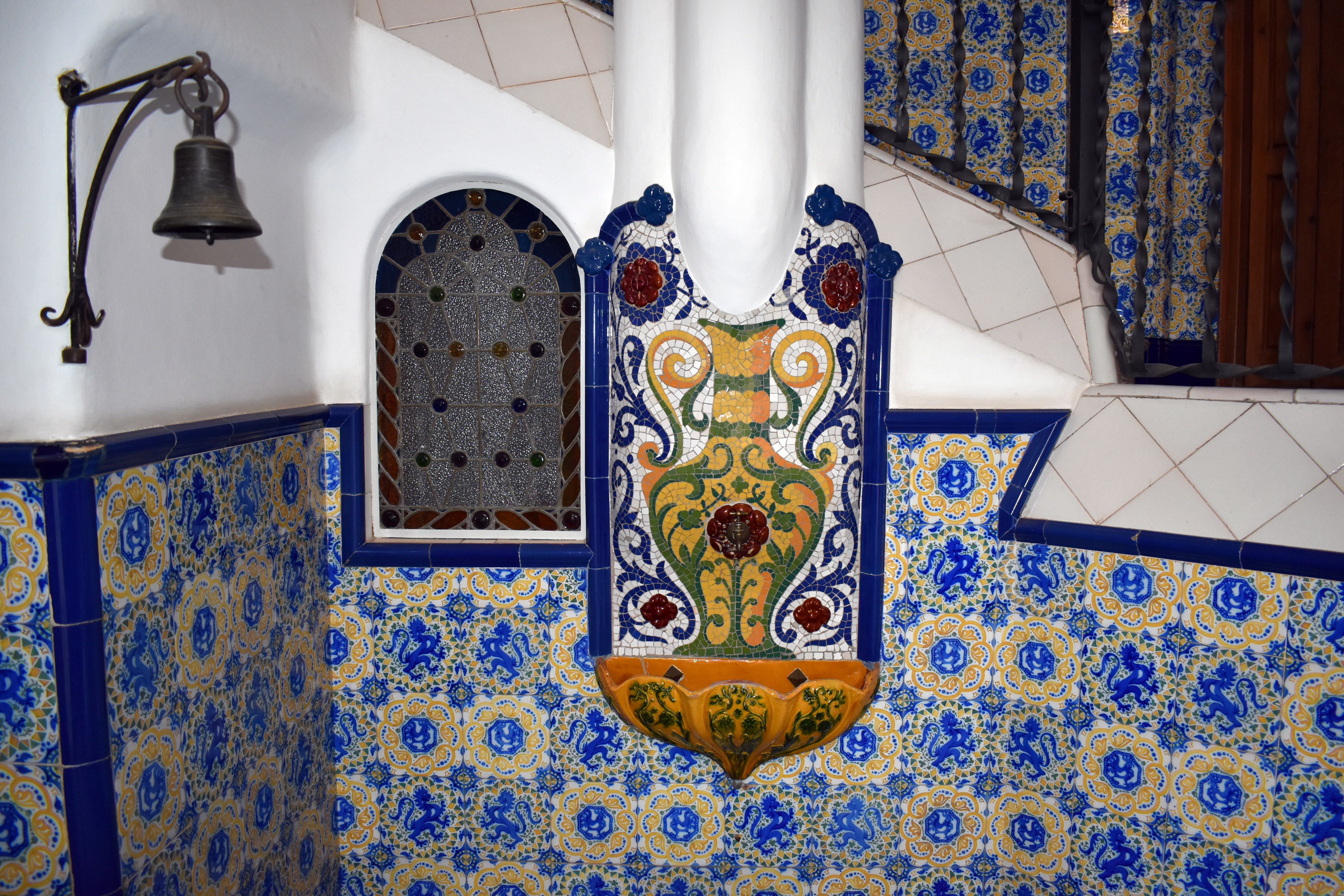
Fuente del vestíbulo
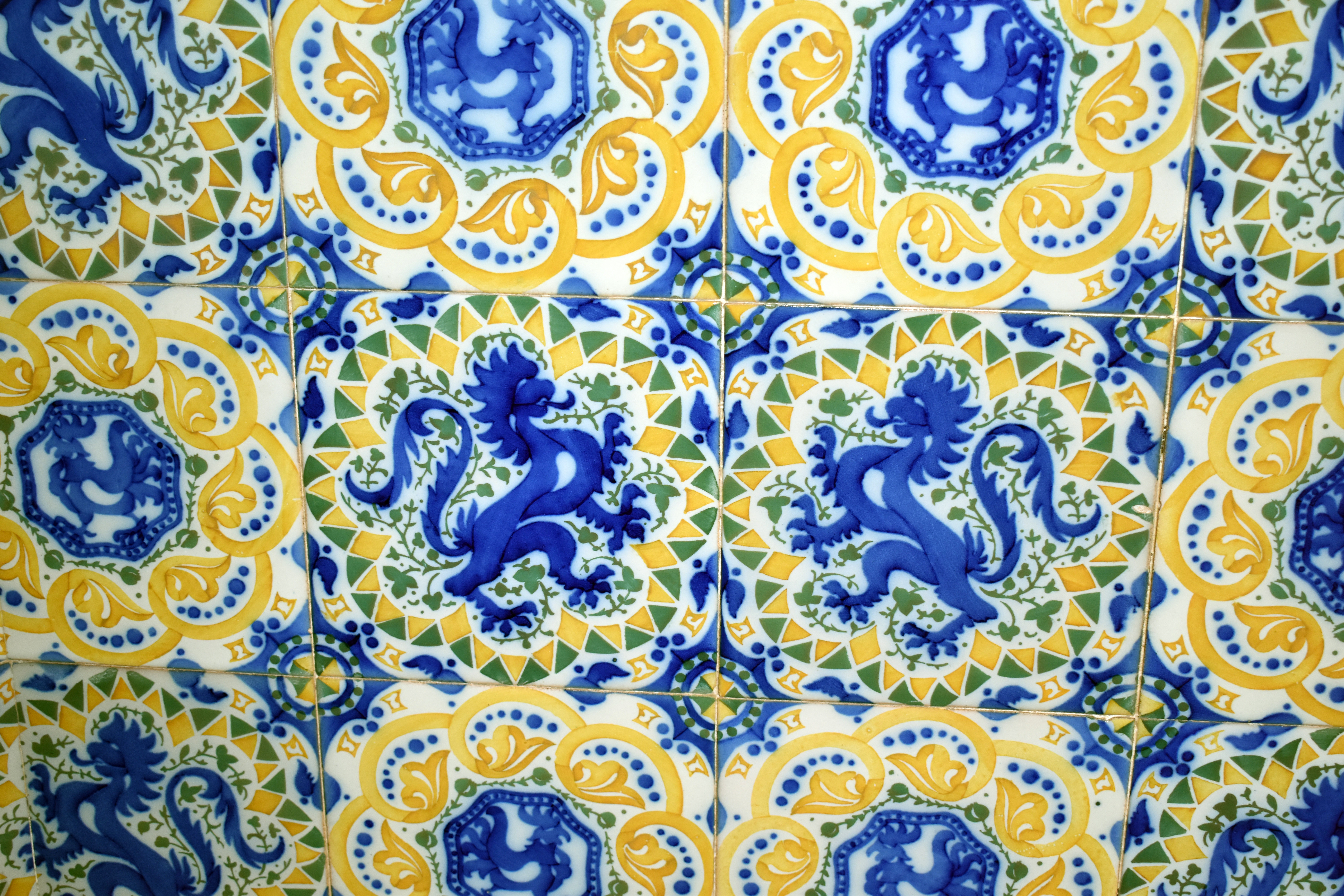
Azulejos del arrimadero